# Evita Twardzik
Evita Twardzik, vlastním jménem Eva Twardzik, dříve Urbaníková, (* 3. března 1976) je slovenská spisovatelka a zakladatelka vydavatelství EvitaPress.

## Biografie
V 18 letech odešla z rodné Žiliny, vystudovala žurnalistiku, a poté pracovala jako moderátorka v Rock FM rádiu.
Je rozvedená a má dvě děti, Lindu a Filipa.

### České překlady
- 2015 – Ztracené : příběhy žen, které milovaly muslima. 1. vyd. Praha : Motto, 2015. 211 S. Překlad: Miluše Krejčová
- 2014 – Sex a jiné city (orig. 'Sex a iné city 3'). 1.vyd. Praha : Motto, 2014. 186 S. Překlad: Miluše Krejčová
- 2013 – Za facku (orig. 'Za facku'). 1. vyd. Praha : Motto, 2013. 174 S. Překlad: Miluše Krejčová
- 2013 – Měj mě rád (orig. 'Maj ma rád'). 1. vyd. Praha : Motto, 2013. 324 S. Překlad: Miluše Krejčová
- 2012 – Suši v duši (orig. 'Sushi v dushi'). 1. vyd. Praha : Motto, 2012. 294 S. Překlad: Miluše Krejčová (Spoluautorka knihy: Denisa Ogino)
- 2011 – Vztahová níže (orig. 'Vzťahová níž'). 1. vyd. Praha : Motto, 2011. 284 S. Překlad: Miluše Krejčová
- 2011 – Příliš osobní známost (orig. 'Príliš osobná známosť'). 1. vyd. Praha : Motto, 2011. 145 S. Překlad: Miluše Krejčová
- 2010 – Svět mi je dlužný (orig. 'Svet mi je dlžný'). 1. vyd. Praha : Motto, 2010. 349 S. Překlad: Miluše Krejčová
- 2010 – Všechno nebo nic - příběh pokračuje (orig. 'Všetko alebo nič: príbeh pokračuje'). 1. vyd. Praha : Motto, 2010. 157 S. Překlad:  Miluše Krejčová
- 2010 – Všechno nebo nic (orig. 'Všetko alebo nič'). 1. vyd. Praha : Motto, 2010. 320 S. Překlad: Miluše Krejčová
- 2009 – Stalo se mi všechno (orig. 'Stalo sa mi všetko') 1. vyd. Praha : Motto, 2009. 279 S. Překlad:Miluše Krejčová